# Lord Stewart of Ochiltree

Wappen der Lords Stewart of Ochiltree

Lord Stewart of Ochiltree (auch Lord Ochiltree) war ein erblicher britischer Adelstitel in der Peerage of Scotland. Der Titel ist nach der feudalen Baronie Ochiltree in East Ayrshire benannt.

## Verleihung und Geschichte des Titels
Der Titel wurde am 15. März 1543 für Andrew Stewart, 2. Lord Avondale geschaffen. Dieser hatte 1513 von seinem Vater den 1500 für diesen geschaffenen Titel Lord Avondale geerbt. Später tausche er das mit seinem Titel verbundene Territorium, die feudale Baronie Avondale, mit Sir James Hamilton of Finnart (Sohn des James Hamilton, 1. Earl of Arran) gegen dessen feudale Baronie Ochiltree, legte den Titel Lord Avondale ab und bekam stattdessen den Titel Lord Stewart of Ochiltree verliehen.
Sein Urenkel, der 3. Lord Stewart of Ochiltree, siedelte 1611 nach Nordirland über, wo er umfangreiche Ländereien im County Tyrone erwarb. 1615 verzichtete dieser zugunsten der Krone auf seinen schottischen Lordtitel und wurde stattdessen 1619 in der Peerage of Ireland zum Baron Castle Stewart erhoben.

## Liste der Lords Stewart of Ochiltree (1543)
- Andrew Stewart, 1. Lord Stewart of Ochiltree († 1548)
- Andrew Stewart, 2. Lord Stewart of Ochiltree (um 1521–1591)
- Andrew Stewart, 3. Lord Stewart of Ochiltree (1560–1629) (Titelverzicht 1615)